# 第二次打招呼会议
第二次打招呼会议，是“文化大革命”期间，1976年2月25日至3月3日的中共中央扩大会议，会议最终确定了批邓、反击右倾翻案风。
第一次打招呼会议后，1976年2月25日至3月3日，中共中央召开各省、市、自治区和各大军区负责人会议，亦称“第二次打招呼会议”。会上传达了《毛主席重要指示》。指示称：“一些同志，主要是老同志思想还停止在资产阶级民主革命阶段，对社会主义不理解、有抵触，甚至反对。对文化大革命两种态度，一是不满意，二是要算账，算文化大革命的账。”会议期间，张春桥多次发言攻击邓小平是“垄断资产阶级”、“买办资产阶级”、“对内搞修正主义，对外搞投降主义”。会议后，“批邓、反击右倾翻案风”在全国迅速展开:30。3月3日，中共中央发出《关于学习〈毛主席重要指示〉的通知》，要求组织县团以上干部学习。同日，中共中央转发《华国锋在中央召集的各省、市、自治区和各大军区同志会议上讲话》。